# Escuela Militar de Estudios Jurídicos
La Escuela Militar de Estudios Jurídicos (EMEJ) es un centro docente integrado en la Academia Central de la Defensa en  Madrid, España. Que imparte la formación de los futuros oficiales del Cuerpo Jurídico Militar y los cursos de perfeccionamiento de los miembros de dicho Cuerpo.

## Historia
Sucesora de la Escuela de Estudios Jurídicos del Ejército de Tierra, también asumió la formación de los miembros del Cuerpo Jurídico de la Armada y del Cuerpo Jurídico del Ejército del Aire, desde 1989 integrados en el Cuerpo Jurídico Militar de la Defensa. Fue creada el 13 de junio de 1986 en virtud del Real Decreto 1191/1986 y tuvo por objeto coordinar y homogeneizar los procesos de selección, formación y perfeccionamiento de los miembros integrados en los tres cuerpos jurídicos de las Fuerzas Armadas Españolas. Desde 2015, la EMEJ pertenece a la Academia Central de la Defensa.

## Funciones
Las funciones que desarrolla la Escuela Militar de Estudios Jurídicos son las siguientes:
1. Organiza las pruebas selectivas para el acceso al Cuerpo Jurídico de la Defensa.
2. Imparte los cursos de perfeccionamiento, especialización y ascensos en el seno del cuerpo antes citado.
3. Realiza actividades científicas relacionadas con el derecho militar, las normas legales que influyan en tareas judiciales y de asesoramiento que tenga encomendadas.
4. Colabora con otros centros del ámbito jurídico, tanto españoles como extranjeros, en aquellas materias que sean de interés para las Fuerzas Armadas de España.
5. Elabora informes y dictámenes relacionados con materias propias de su competencia.[1]

## Dependencia
La Escuela Militar de Estudios Jurídicos depende directamente del General Director de la Academia Central de la Defensa.